# Euston Square (London Underground)

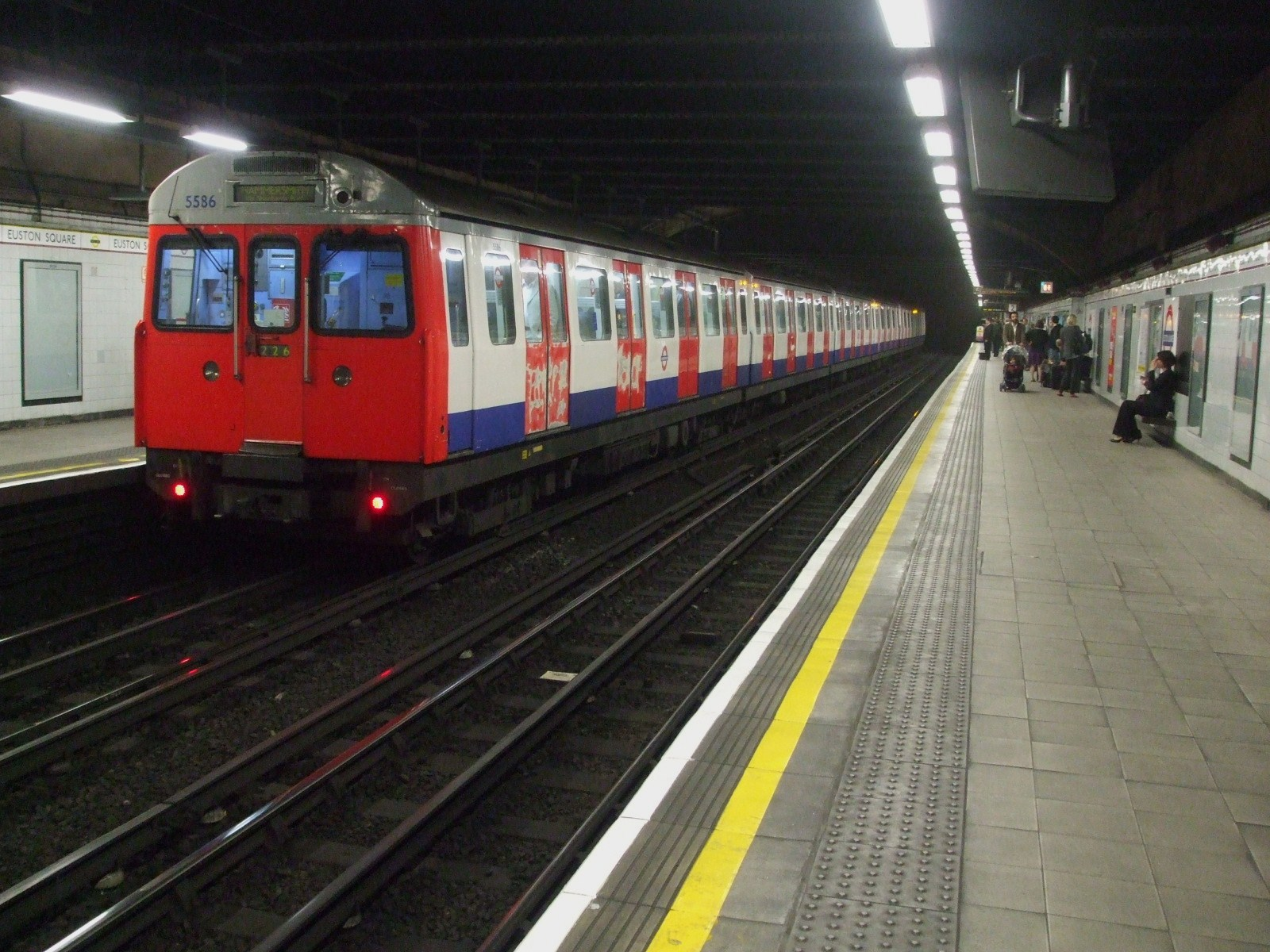
Bahnsteige der Circle, Hammersmith & City und der Metropolitan Line

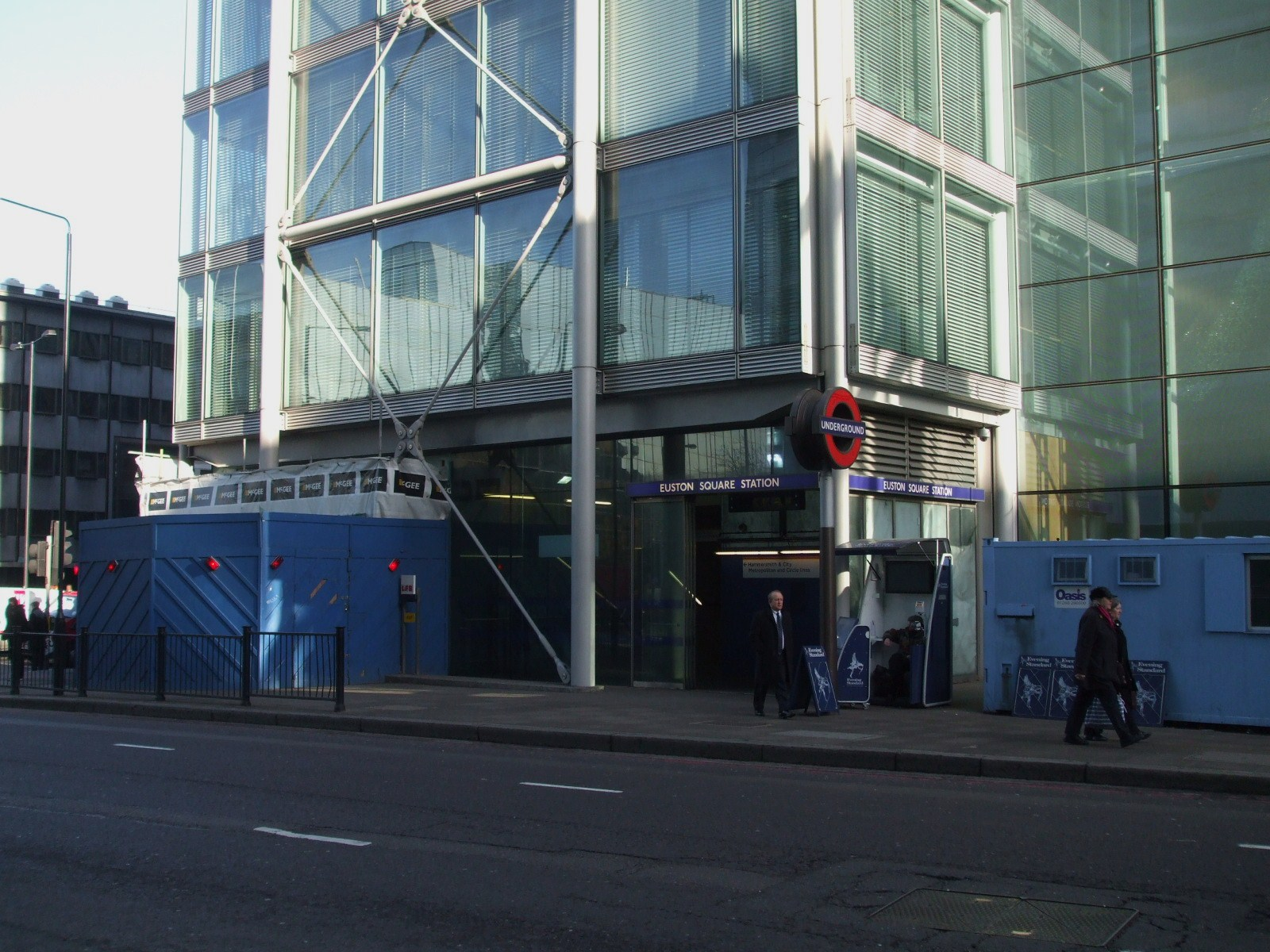
Eingang von der Gower Street aus gesehen

Euston Square ist eine unterirdische Station der London Underground im Stadtbezirk London Borough of Camden und eine der ältesten U-Bahnhöfe der Welt. Sie liegt in der Travelcard-Tarifzone 1, an der Kreuzung von Euston Road und Gower Street, nahe dem University College. Hier halten Züge der Circle Line, der Hammersmith & City Line und der Metropolitan Line. Im Jahr 2014 nutzten 14,33 Millionen Fahrgäste die Station.
Die Eröffnung erfolgte am 10. Januar 1863 durch die Metropolitan Railway (Vorgängergesellschaft der Metropolitan Line) als Teil der Strecke zwischen Paddington und Farringdon, der ältesten U-Bahn-Linie der Welt. Während einigen Jahrzehnten hieß die Station zunächst Gower Street und erhielt dann am 1. November 1909 ihre heutige Bezeichnung. 2006 entstand an der Euston Road ein neuer Haupteingang, unmittelbar neben dem Gebäude des Wellcome Trust, einer der größten Wohltätigkeitsorganisationen des Landes.
Der Name deutet darauf hin, dass die Station sich nahe beim Bahnhof Euston befindet. Dieser liegt jedoch mehr als 250 Meter weiter nordöstlich und ist nur über eine viel befahrene Straße erreichbar; es gibt keinen Verbindungstunnel.